# Зіньків (село)

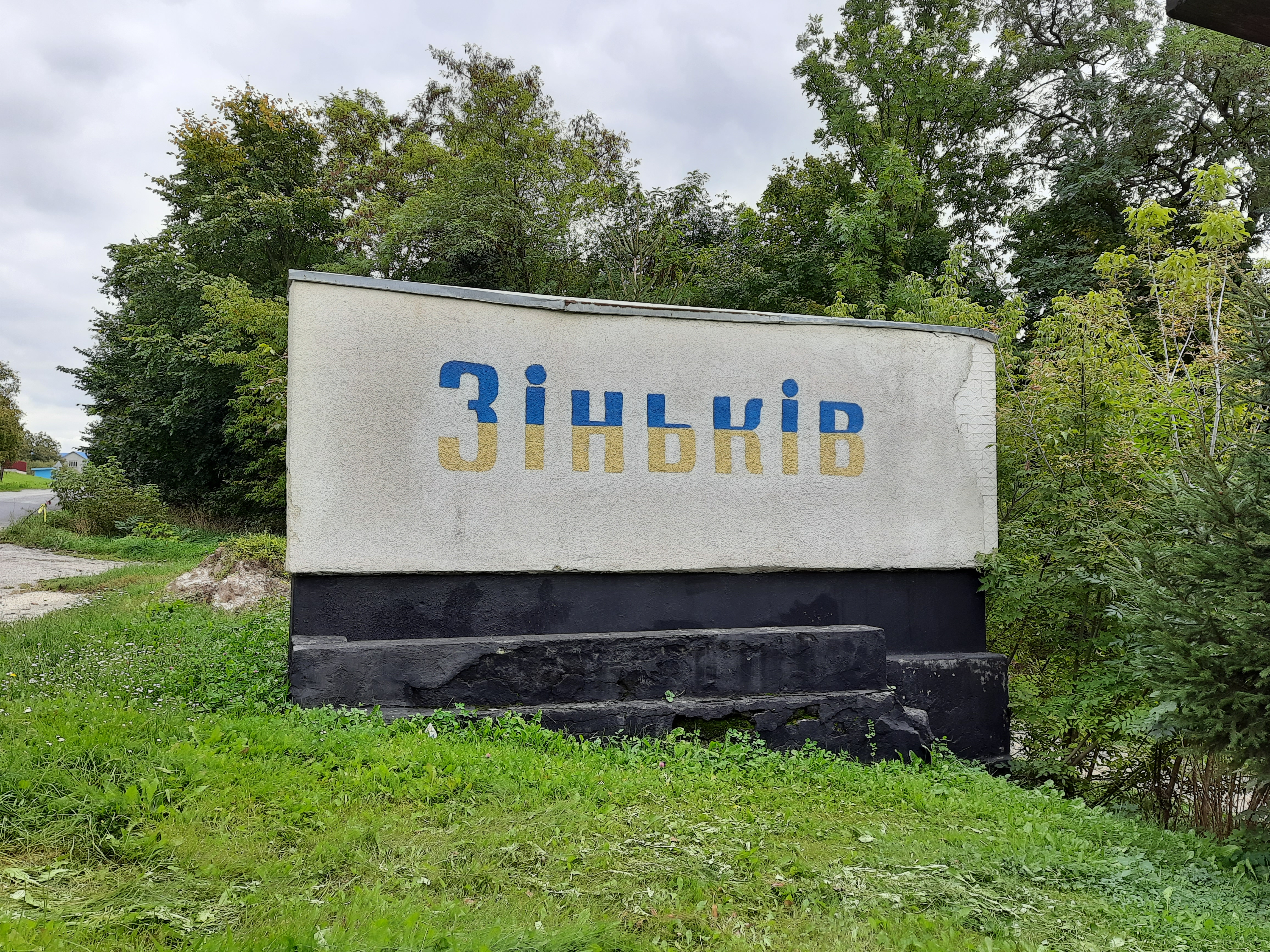
Стела при в'їзді в село

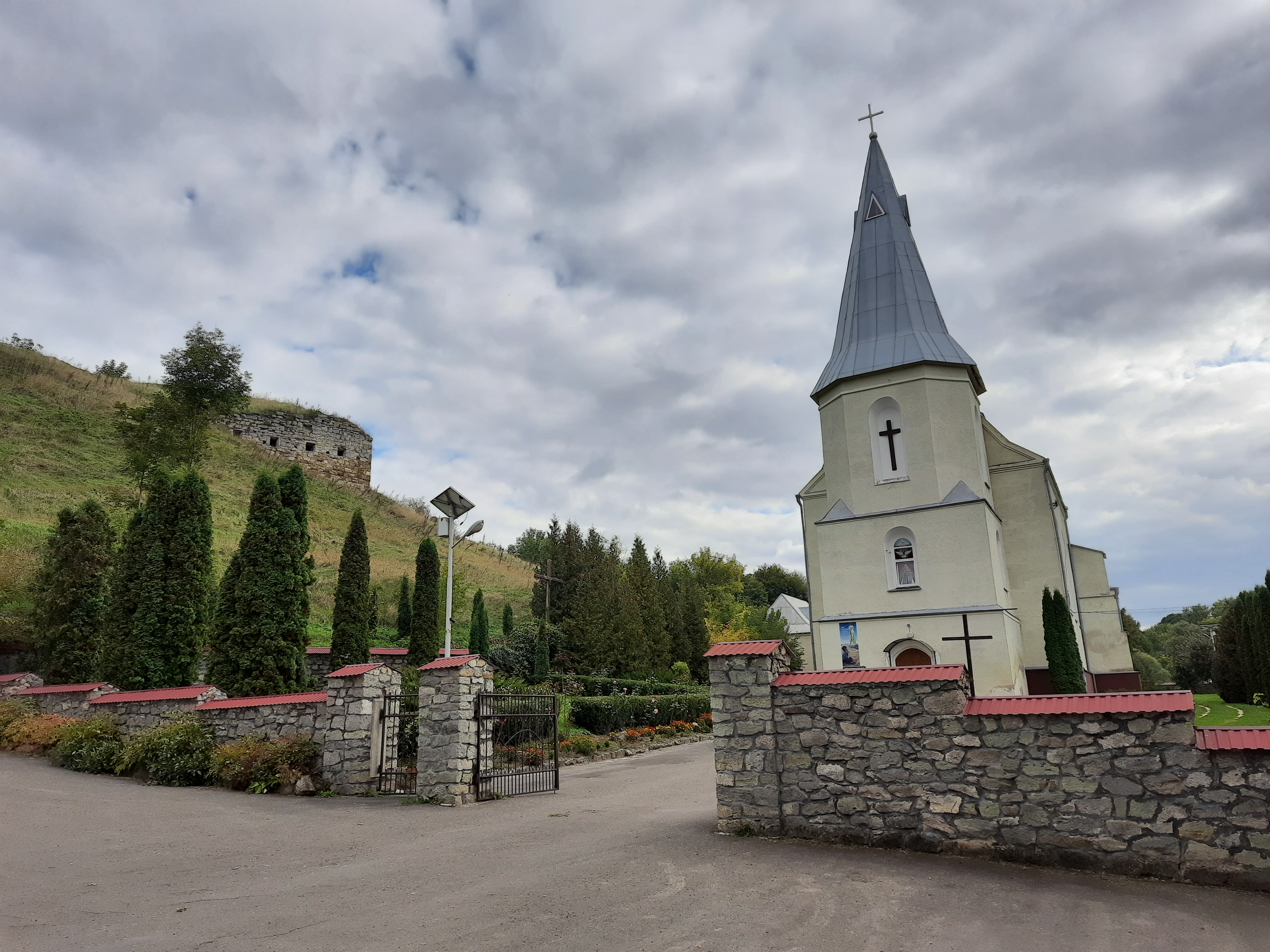
Костел Святої Трійці

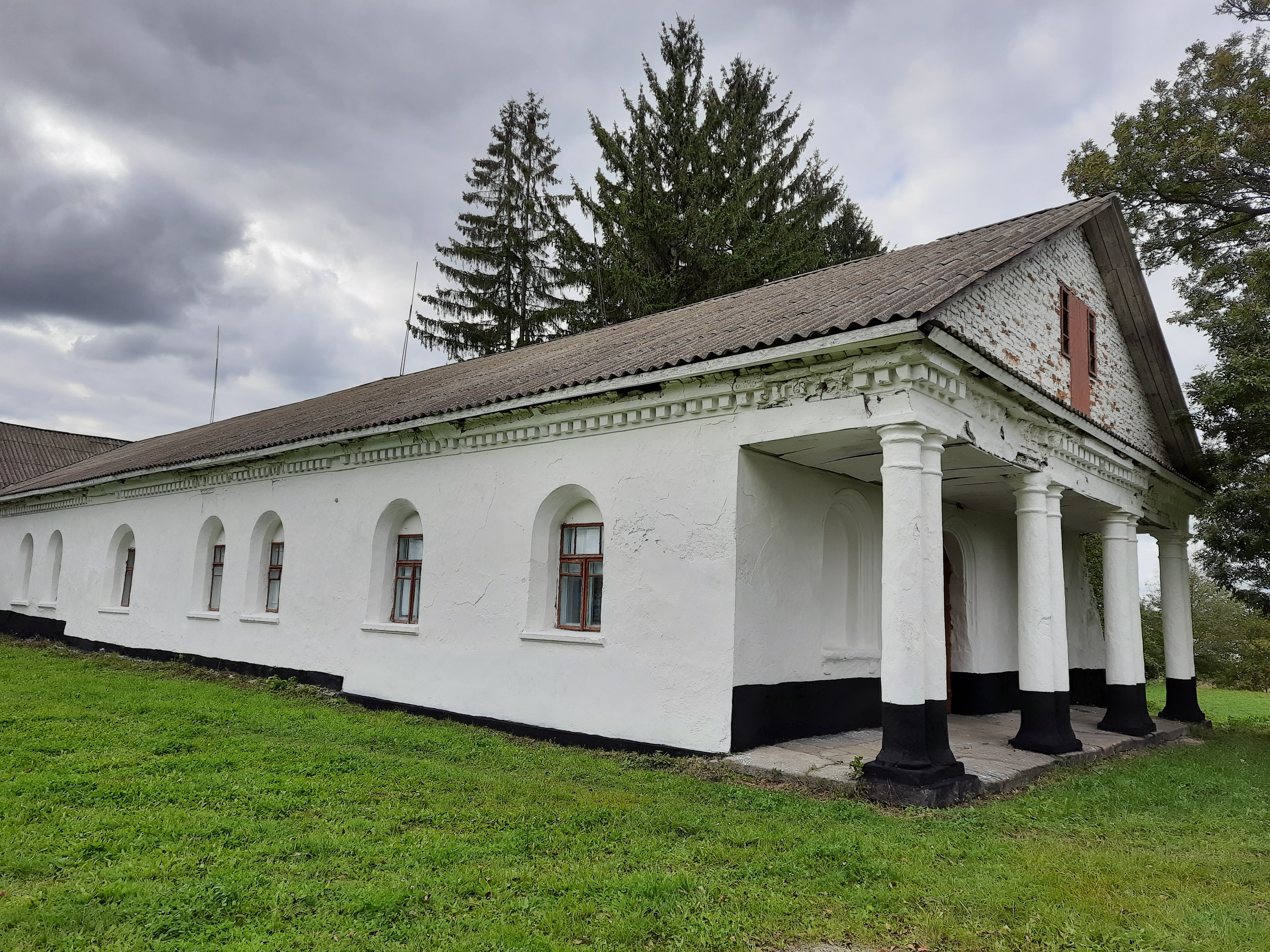
Садибний будинок

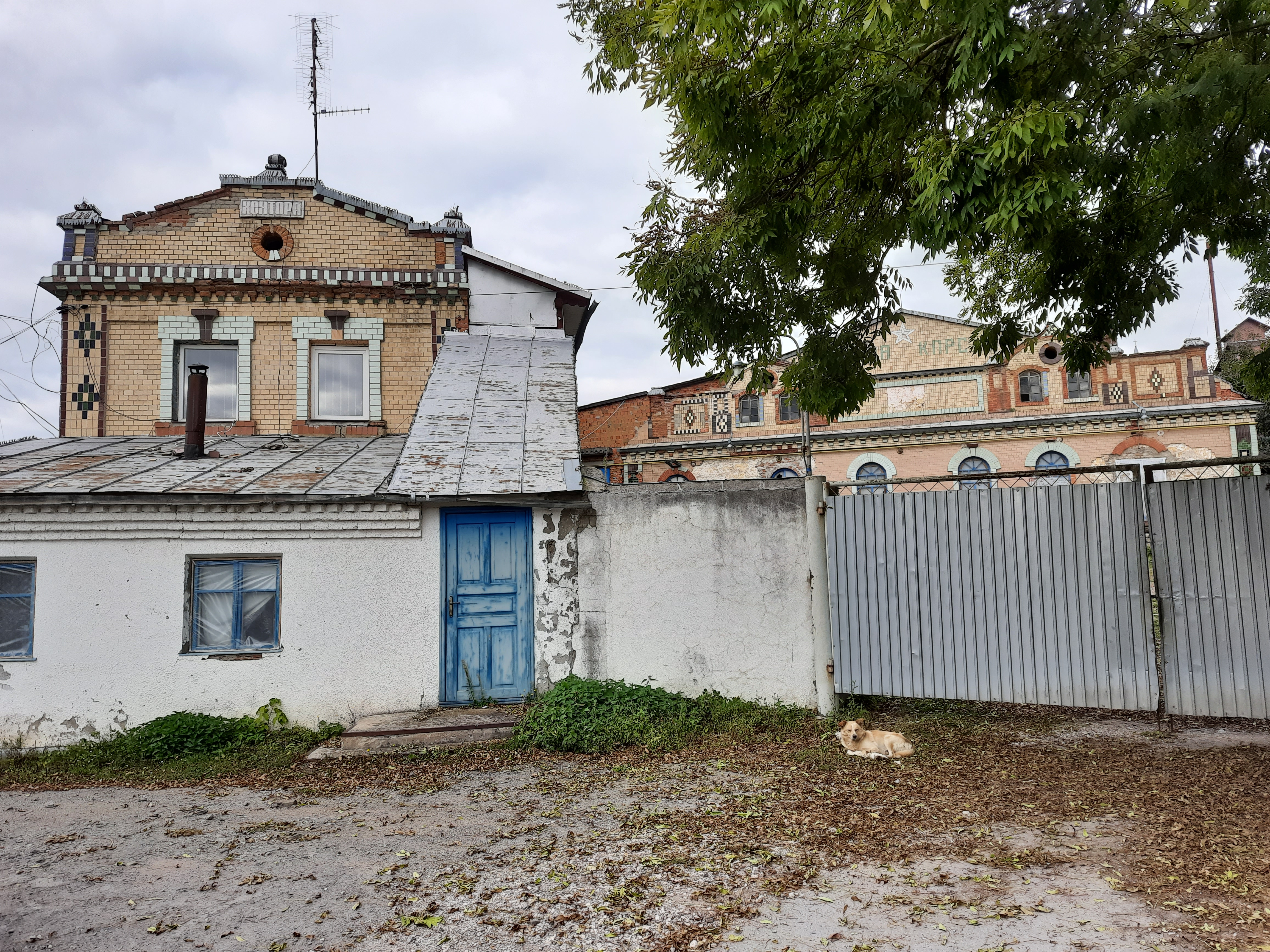
Комплекс споруд пивного заводу

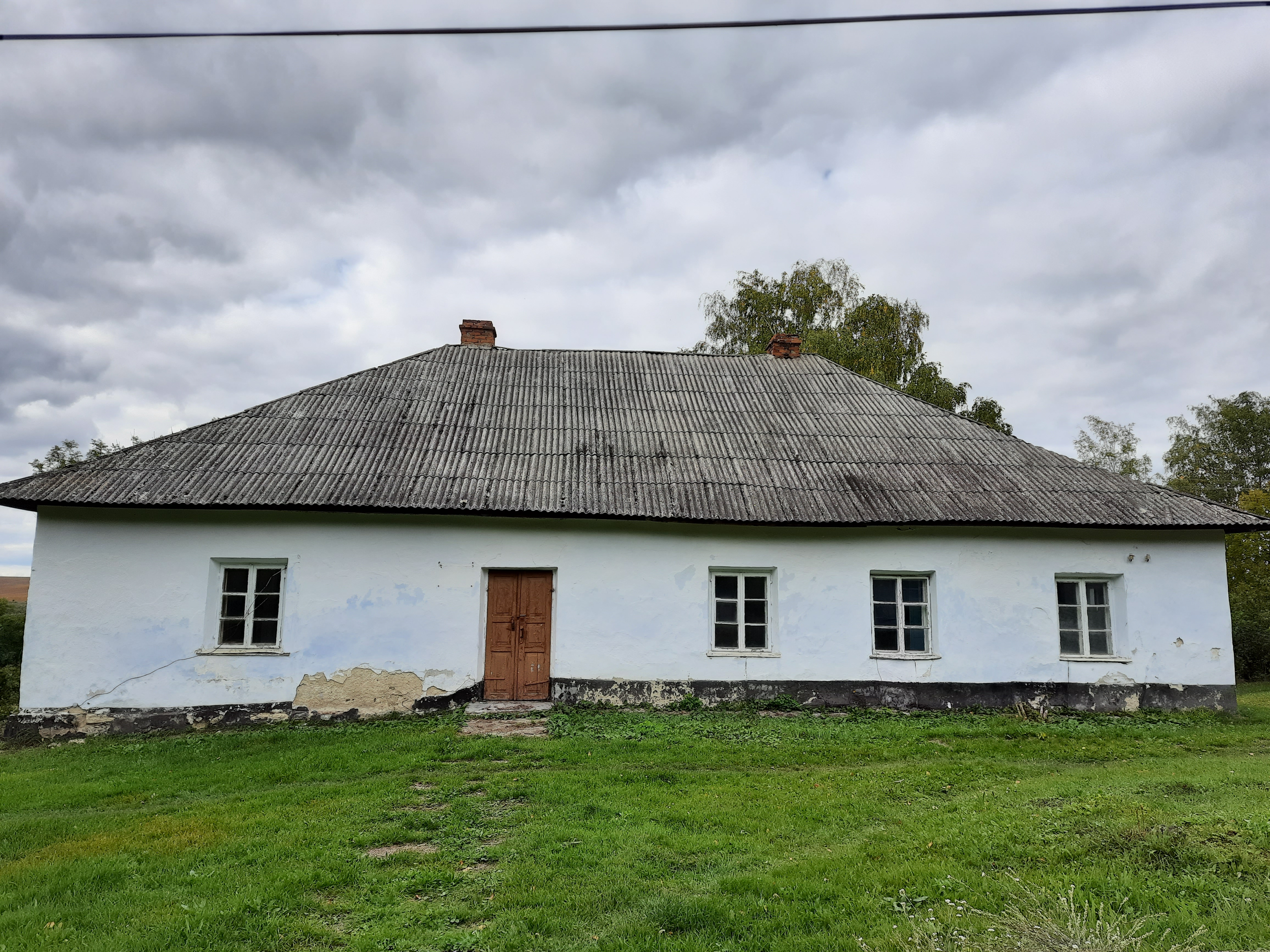
Господарчий будинок

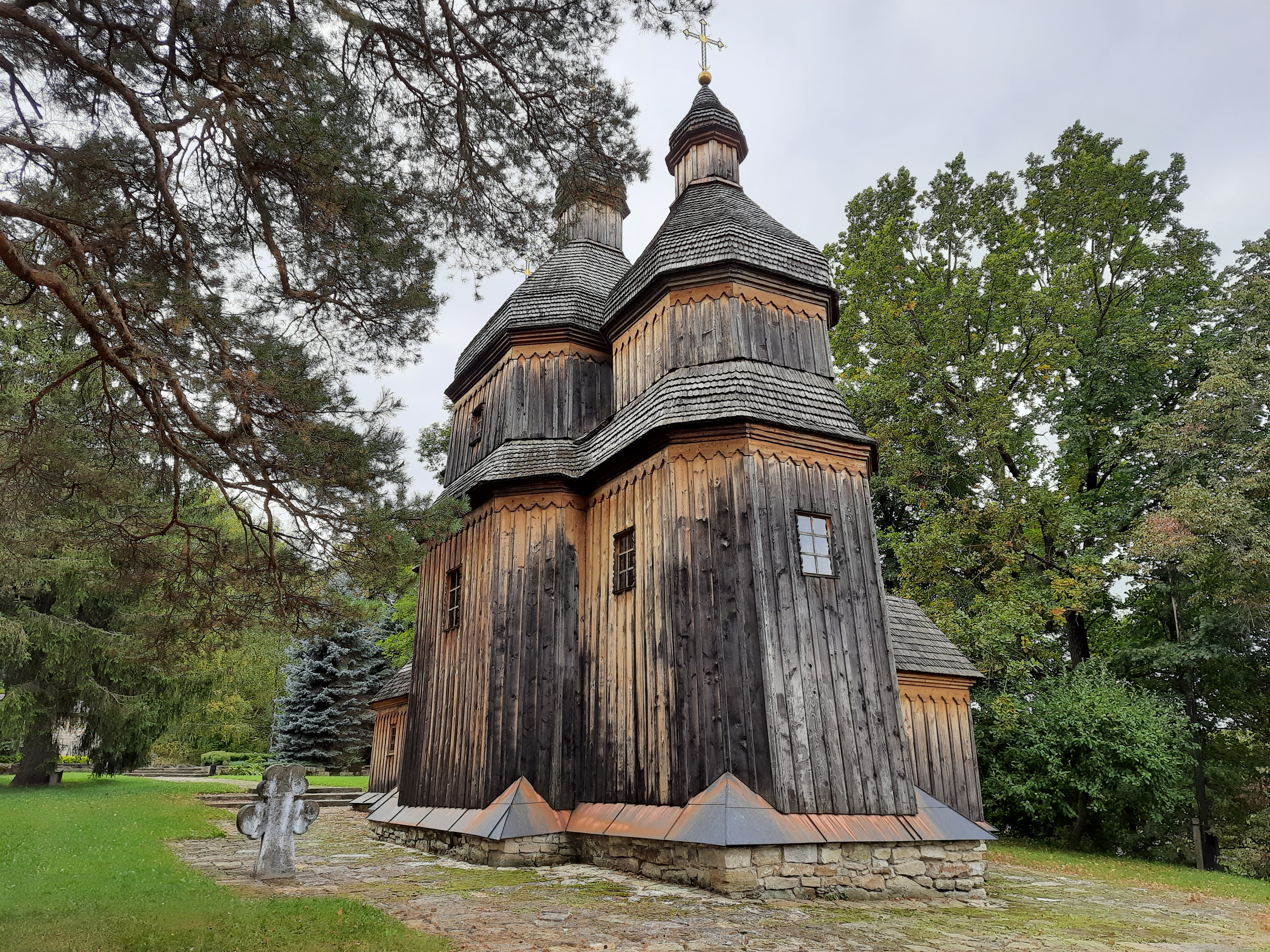
Церква Святого Михаїла

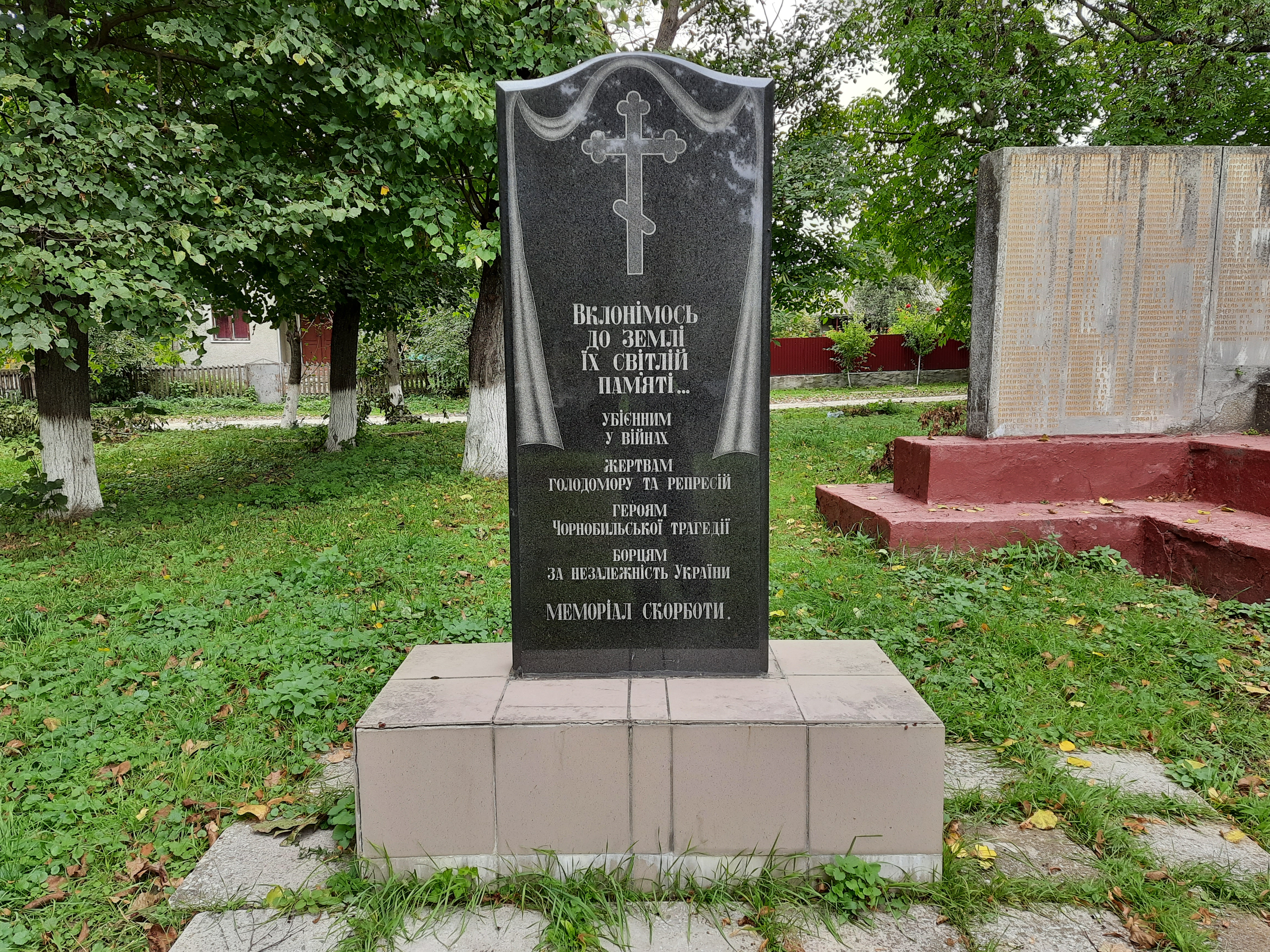
Пам'ятний знак жертвам голодомору та політичних репресій

Зі́ньків (можлива вимова [д͡зíн'ків]) — село Хмельницького району Хмельницької області на р. Ушиці. Адміністративний центр Зіньківської сільської громади.

## Географія
Розташоване село на подільській височині в південно-західній частині України, на автошляху Т 2315 за 15 км від траси Н03 (Чернівці — Житомир).

### Клімат
Зіньків знаходяться в межах вологого континентального клімату із теплим літом.

## Адміністративний поділ
В 1803 році завершилося укрупнення повітів Подільської губернії. Після скасування Зіньківського повіту, Зіньків став містечком Летичівського повіту і центром Зіньківської волості. До її складу входили Баранівка, Вербка Мурована, Грим'ячка, Крутиброди, Лисівка, Охрімівці, Охрімовецька Слобідка, Петрашівка, Станіславівка, Сутківці, Адамівка. На початку XIX століття Зіньків втратив статус міста. 1923 — Зіньків став центром однойменного району, де мешкало 32277 осіб. В 1931 році було ліквідовано Зіньківський район, а його територія відійшла до Затонського (з 1938 року — Віньковецького) району, який входив до Вінницької області, з 22 вересня 1937 року Кам'янець-Подільської області.

## Населення

### Мова
Розподіл населення за рідною мовою за даними перепису 2001 року:
| Мова            | Кількість | Відсоток |
| --------------- | --------- | -------- |
| українська      | 1797      | 98.63%   |
| російська       | 19        | 1.04%    |
| румунська       | 2         | 0.11%    |
| єврейська       | 1         | 0.05%    |
| інші/не вказали | 3         | 0.17%    |
| Усього          | 1822      | 100%     |

## Історія
Перші згадки про поселення знаходимо під 1404 роком, коли польський король Ягайло надав Зіньків з околицями та Сатанів Пйотру Шафранцеві.
1431 року замок було передано іншому власнику — Пйотру зі Спрови Одровонжеві. Село згадується у грамоті 1 березня (10 березня за новим стилем) 1440 року — король Володислав підтверджує за Петром Одровонжем 13 раніше наданих йому Ягайлом сіл.
У 1458 ст. руський воєвода Анджей Одровонж (син П. Одровонжа) звів тут замок для захисту населення від татарських набігів. 1458 року Анджей Одровонж із дозволу короля Казимира IV надав Зінькову магдебурзьке право (перед тим місто користувалось польським).

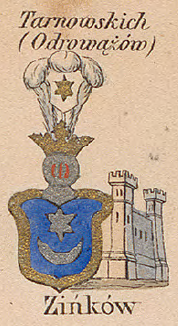
Зіньківський замок на мапі Зигмунда Герстмана

У 15 — початку 16 століттях Зіньків був головним містом Зіньківської округи, що тяглася до Дністра на південному сході.

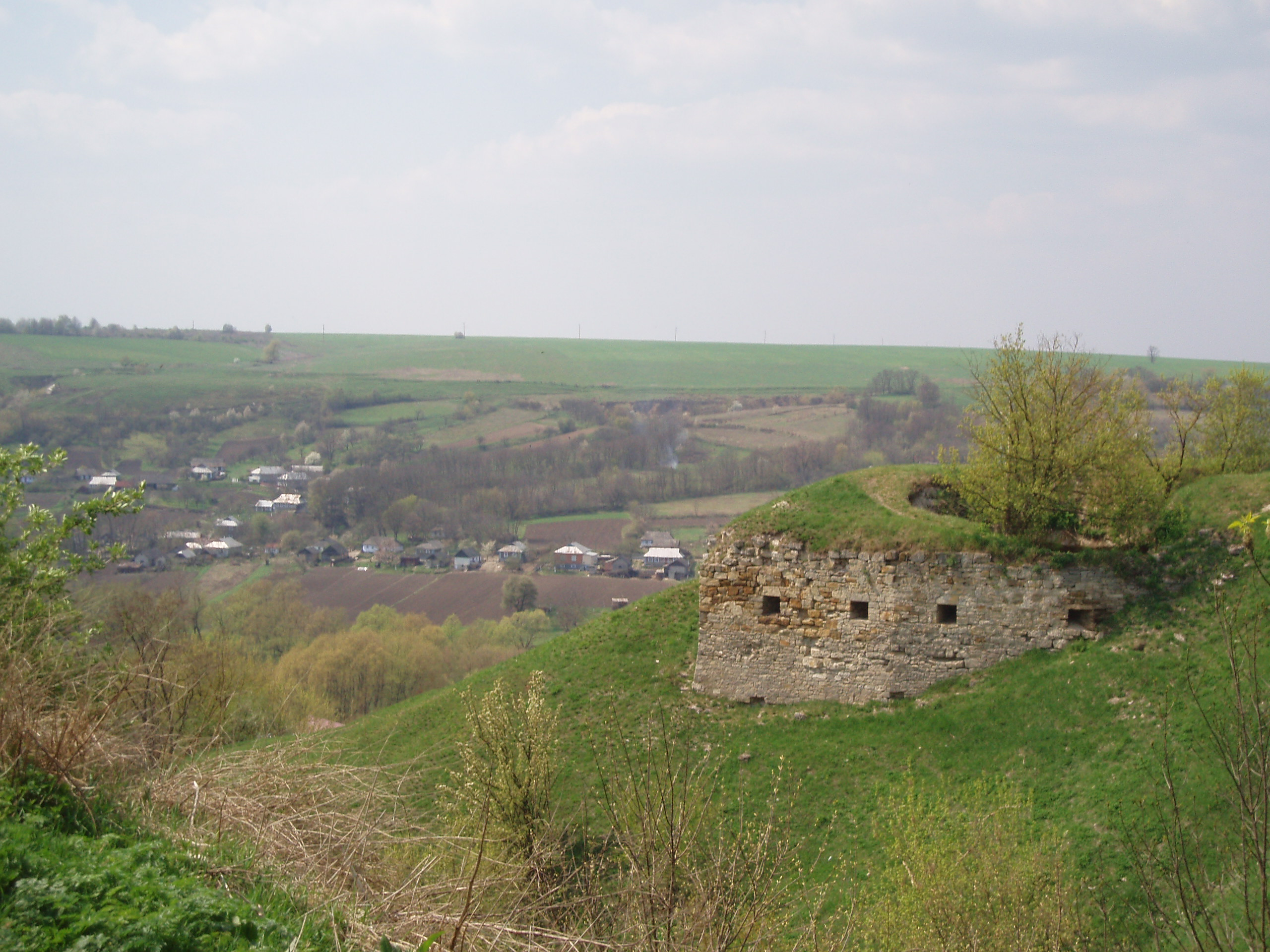
Залишки зіньківського замку

Після Одровонжів маєток був власністю Сенявських до середини XVIII століття. В XV—XVI ст. місцевий форпост відігравав значну роль в боротьбі з татарами. Коли 1453 року татари напали на Поділля і забрали великий ясир, зіньківський староста Ян Лящ погнався за напасниками, розгромив їх під Теребовлею. Якуб Сециґнєвський розбив татар під Зіньковом у 1516 р. 1524 року турки й татари спустошили Поділля, обложили замок, та здобути його не змогли. Населення, яке ніяк не могло зажити в цих місцях спокійно, масово переселялося в 40-х роках 16 ст. до недалекого звідси та більш укріпленого Бару.
Під час Хмельниччини Зіньків опинився в центрі воєнних дій. Місто було спустошено, чимало жителів покинули свої домівки та переселилися за Дніпро. У другій половині 17 ст. численні конфлікти Руїни не сприяли відбудові Зінькова. На початку 18 ст. Зіньків стає осередком гайдамацького руху, відображеного у місцевому фольклорі («Виступали козаченьки з міста із Зінькова»). У другій половині 18 ст. Зіньків став одним із опорних пунктів Барської конфедерації.
Після другого поділу Речі Посполитої в 1793 р. Зіньків входить до складу Російської імперії, де стає повітовим містечком. Проте з перенесенням державного кордону Російської імперії далеко на південь, у зв'язку з приєднанням до Росії Криму, Зіньків втратив своє стратегічне значення як місто-фортеця і в 1803 р. увійшов до складу Летичівського повіту. У 1843 р. власники села Вюртемберзькі продали Зіньків імперській казні за 6,8 млн рублів золотом. 19 ст. для Зінькова позначене бурхливим розвитком ремесел та промисловості (пивзавод, видобуток фосфатів, свічковий завод).
При сприянні Вюртемберзьких у містечку відкрили джерела з цілющою водою. Тут було організовано купелі дія лікування різних хвороб і призначено лікаря-німця для простеження за впливом цих мінеральних вод на організм хворих. У 1820 році у Зінькові було проведено водогін, який доставляв воду з Грим'ячки і на ринку було влаштовано фонтан. Князі Вюртемберзькі збудували тут нову резиденцію. Неподалік палацу була збудована міська ратуша, закладено парк. Саме з цього часу розпочинається активна забудова верхньої частини Зінькова, яка і до сьогодні називається «місто».
Людовик Вюртемберзький змушений був продати Зіньків в 1843 р. з навколишніми селами Російській державі. З цього часу він став відноситись до поселень, які належали казні і на нього було поширено волосне управління. В 1844 році містечко було передане в орендне володіння на 8 років полковнику барону Бюлову.
У 80-х роках XIX століття було знищено замок у Зінькові.
Передмістя Зінькова: Станіславівка, Царина, Кривуля, Калинівка, Адамівка.

### XX століття
В 1901 році в Зінькові було 7015 жителів.
Під час подій 1918–1920 рр. Зіньків кілька разів переходив від одної влади до іншої, доки в грудні 1920 р. в селі не розпочався період більшовицької окупації. Роки конфліктів значно зменшили населення Зінькова та зсунули баланс статей на користь жінок.
У лютому 1921 року повстанцями було здійснено вбивство голови Зіньківського волревкому Д. І. Брика.
В 1922 році у Зінькові відбувся виступ групи молоді, яка була незадоволена політикою Радянської влади і залишалась прихильниками ідеї самостійної України. Ця патріотична група розпочала у Зінькові повстання. Активну участь у ньому взяли С. Матуха, А. Костьолко, А. Максимчук. Це повстання було придушено, а повстанців заарештовано і кинуто в підвал зіньківського замку. Врятуватися вдалося С. Матуху, який втік з-під варти і заховався у фосфоритних шахтах на східній околиці Зінькова. Інших учасників повстання без суду і слідства, було приречено на страту.
21 березня 1922 року на північній околиці Зінькова їх було розстріляно. Голова місцевого комітету незаможних селян Юхим Адамов власноручно виконав страту. Там же у полі знаходиться їх могила.

#### Колективізація та голод
У самому Зінькові було дві сільські ради: українська та єврейська (відповідно 943 та 812 дворів у 1926 р.).
Разом з колективізацією у Зіньків прийшов голод, викликаний непосильними хлібозаготівельними кампаніями 1929—1932 рр. У лютому 1932 року колгоспи, поступившись тиску зверху, віддали хліб по плану, втративши при цьому навіть насіннєві фонди. В ході хлібозаготівель у Затонському районі здійснювалися масові обшуки селянських садиб з метою виявлення прихованих хлібних запасів. Під тиском насильницьких репресивних заходів на весні 1930 року в колгосп записалося понад 300 господарств. Головою його правління було призначено робітника з Дніпропетровська А. М. Дробота. Розкуркулення у Зінькові розпочалося осінню 1930 року. Людей викидали з хат напередодні зими, розвалювали стодоли, клуні, забирали худобу, реманент. Розкуркуленим часто не дозволяли брати теплі речі, а зразу ж вантажили на підводи і відправляли у місця збору висланих. Не оминула Зіньків кампанія з розкуркулення селян, яка почалася восени 1930 р. (за неповними даними, у Зінькові було розкуркулено 42 господарства і вислано 118 осіб). В кінці грудня 1929 року сім селянських родин об'єдналися в колгосп, якому дали назву «Прогрес». Першими колгоспниками Зінькова стали В. С. Бех. О. А. Максимчук, В. І. Юрчина, Д. І. Юрчина. П. І. Юрчина, І. В. Рибак. Результатом колективізації стало створення 4 колгоспів. Незважаючи на значні продовольчі труднощі внаслідок конфіскації сільськогосподарської продукції, до масового голодомору в Зінькові справа не дійшла. З метою не допустити просочування за кордон інформації про штучний голодомор, партійні та радянські органи змушені були піти на зменшення хлібозаготівель восени 1932 року у прикордонних районах, до яких був і віднесений Затонський район (сьогодні — Віньковецький район).
Колгоспники, позбавлені паспортів, були прикріплені до землі і не мали права самовільно залишити роботу.
За всесоюзним переписом 1939 року у Зінькові проживало 6312 особи.

#### Друга світова війна та голод
На примусові роботи до Німеччини за роки німецької окупації було вивезено з Зінькова 312 молодих людей. На початку 1944 р. підпільники Зінькова влилися до партизанського загону імені Щорса. У березні партизани цього загону з'єдналися з регулярними частинами Червоної Армії і взяли участь у боях за переправу через річку Дністер. 27 березня 1944 року війська І Українського фронту в ході Проскурівсько-Чернівецької операції звільнили Зіньків.
750 жителів Зінькова за подвиги у війні нагороджені орденами та медалями. Серед них П. Т. Писаренко. 460 зіньківчан не повернулися з радянсько-німецької війни додому, десятки стали каліками. Узимку 1946–1947 рр. у Зінькові розпочався голод. За свідченням очевидців, колгоспники в пошуках якихось їстівних продуктів почали розкопувати старі кагати, де колись зберігалася картопля, буряки. На полях шукали картоплю, буряки, качани кукурудзи, колоски зернових, надіючись таким чином вижити. Рятуючись від голодної смерті сотні зіньківчан потяглися у Західну Україну, щоб за останні домашні речі виміняти там трохи борошна, картоплі. Під час німецької окупації з пивзаводу нацисти вивезли все устаткування і машини. В часі радянсько-німецької війни 4 серпня 1942 року нацистською владою розстріляно 1882 євреїв
У 1989 році в Зінькові проживало 3399 осіб, з них дітей та підлітків 523, молоді 394, працездатного населення 1485, пенсійного віку 1391.

#### Незалежна Україна
З 1991 року в складі незалежної України.
1994 року відбулася газифікація Зінькова.

## Промисловість та ремесла
Традиційні зіньківські ремесла — кушнірство, чинбарство, кравецтво, гончарство. З ремесел у Зінькові побутували кушнірство та гончарство.

### Гончарство
Адамівка, м. Зіньків, с. Пирогівка, на початку ХХ ст. щодо кількості гончарів посідали перше місце в Подільській губернії — 867 осіб. Особливо відомим став адамівський осередок завдяки виробам сім'ї гончаря Якова Бацуци. Майстри цього осередку — Марія Бугаз, сестри Ганна Гаврилюк та Марія Матанчук, Іван і Марія Зозуляки, Федір та Явдоха Касіянчуки, Євгенія Трембовецька та інші — створювали макітри, гладущики, «вазони», горнятка, горщики, баньки, збанки, слоїки. Переважали тоді теракотові вироби з червонувато-вохристим відтінком. Розпис робили «кривульоками», косими рисками, смугами; розпис виконували брунатною фіолетовим відтінком фарбою.
Одним з найпоширеніших видів ремесла в Зінькові було гончарство. На поч. XX ст. гончарством займалося близько 200 сімей. У XIX столітті його центр переміщується у Адамівку. Розквіт гончарства у Зінькові був пов'язаний з видобутком якісної глини, яка після випалювання набувала красивого рожевого кольору. Після падіння цехової організації цим видом ремесла стали займатися кустарі. У 1913 році в Зінькові була організована виставка гончарних виробів. Очолив її толова Правління посудо-зберігаючого товариства — С. П. Грижимало-Покрожевницький, а членами її були: земський лікар Л. Г. Чайковський, власник пивзаводу В. І. Девішик, волосний старшина Д. С. Яновицький, гончар з Адамівки Я. М. Пиріжок. Нагороджений був гончар Яків Бацуца, який отримав велику бронзову медаль за оригінальний художній розпис гончарних виробів, а 28 гончарів одержали похвальні листи та грошові премії. В 1923 році гончарством займалося 496, а кушнірством 22 господарства. Саме у цей час творили найвидатніші гончарі Адамівки: Стах Бугаз, Яків Бацуца, Іван Касіянчук, Василь Дзюба, Мартин Наконечний, Трохим Матущак.

### Кушнірство
Зіньків був також центром кушнірства на Поділлі. В 1901 році кушнірством займалося понад 120 сімей. Крім вичинювання та обробки шкіри в домашніх умовах, тут діяло також 2 шкіряних заводи. У 30-ті роки було заборонене чинбарство, а як наслідок і кушнірство. Вичинювання шкір у домашній умовах, як промисел, було поставлено поза законом, як такий, що суперечив державній монополії на таку продукцію.
Крім ремесел у Зінькові у другій половині XVIII — на початку XIX століття існували різноманітні промисли та виробництва. Одним з найбільших був завод по виготовленню мідних чанів для винокурних заводів. Мідь, яку отримували з Галичини та Росії, розкачували молотом, що приводився в дію за допомогою води. Крім котлів тут виготовляли різноманітний кухонний мідний посуд: чайники, каструлі, миски тощо.
У Зінькові був пивоварний завод, який належав власнику міста. Завод був кам'яний. При ньому існувала солодовня. Завод виробляв 2800 бочок пива за півроку. Пивоваром тут був німець, який отримував від власника міста щорічно 200 злотих.
У Зінькові також працювала ткацька майстерня.
Чималу популярність за межами села здобули зіньківські пиво та ковбаса.
Станом на початок 2009 р. у Зінькові діють ТОВ «Зіньківський пивзавод», ковбасний цех, швейний цех «Любовецький», меблевий цех.
Сільськогосподарське виробництво представлене 8 підприємствами (найголовніші — фермерське господарство «Зіньківчанка», ПП «Зоряний шлях», АТ «Інкубатор», ТОВ «Берегиня»).
В 2016 році компанія «Кернел Груп» відкрила в селі інноваційно-технічний комплекс «Зіньків». Загальна площа комплексу становить 56,250 тис. м². Його інфраструктурні можливості дозволяють обслуговувати земельний масив у 80 тис. га. До складу комплексу входить ремонтна майстерня, СТО, складські приміщення, обладнані майданчики для зберігання техніки, заправна станція.
12 червня 2020 року, відповідно до розпорядження Кабінету Міністрів України № 727-р «Про визначення адміністративних центрів та затвердження територій територіальних громад Хмельницької області», увійшло до складу Зіньківської сільської громади.
19 липня 2020 року, після ліквідації Віньковецького району, село увійшло до Хмельницького району.

## Святині
На Соколовій знаходиться Вознесенська церква, на Кривулі — Михайлівська, на Калинівці — Покровська. Біля костелу знаходилася — Троїцька церква.
У Зінькові було повністю зруйновано Троїцьку церкву. Дерево, камінь з якої було використано для будівництва конюшні та комори і тутешнього колгоспу. Те саме вчинили і з Троїцьким костьолом. У ньому було розібрано дах, викинуто та спалено церковний утвар, потрощено орган. При цьому комуністи та комсомольці відкрито глумилися на очах віруючих над святинями.

## Інфраструктура

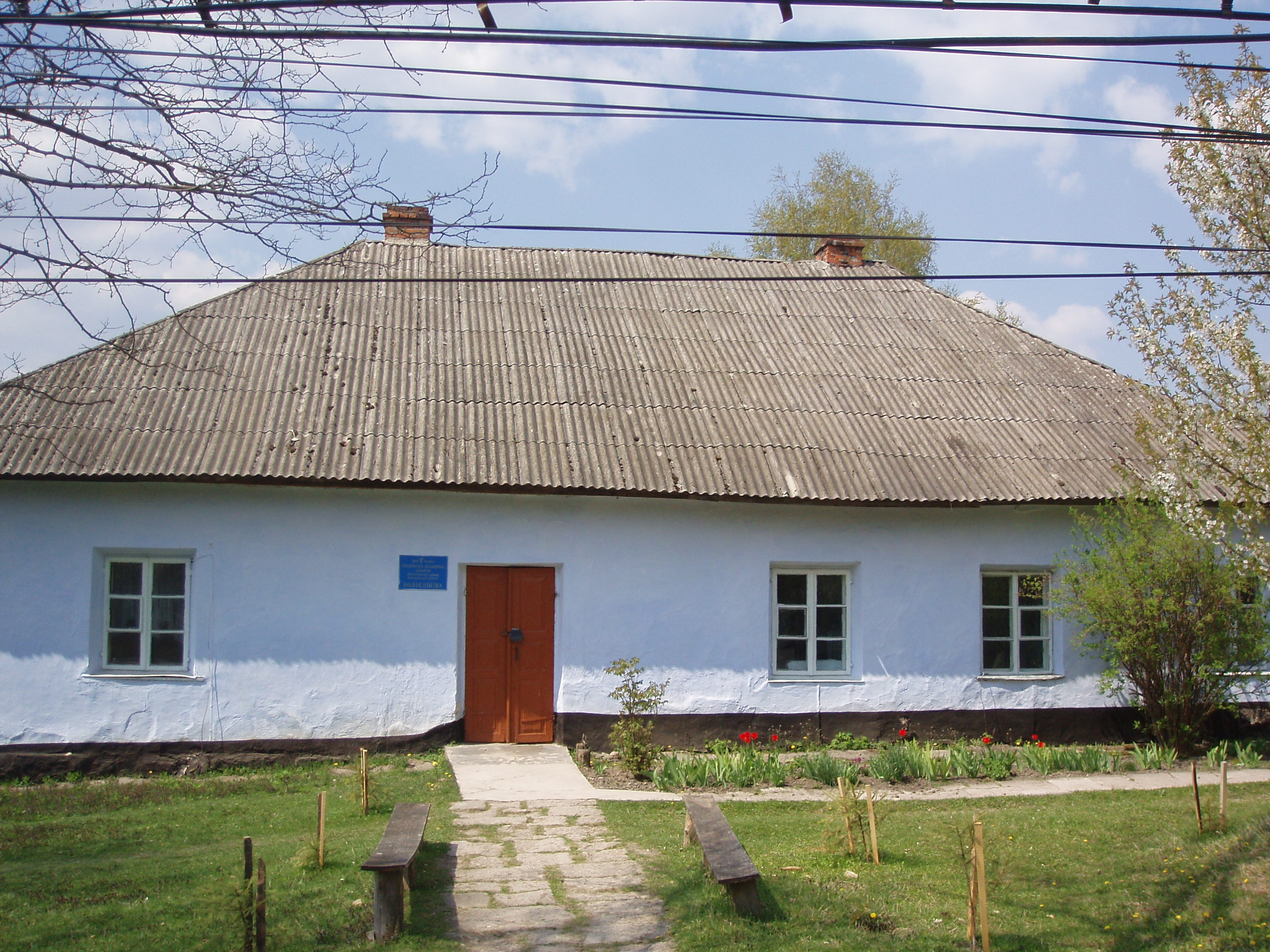
Поліклініка

На початку 2009 року в селі було 328 телефонних ліній і 103 радіоточки. У селі є дільнична лікарня на 15 ліжок та фельдшерсько-акушерський пункт.
У Зіньківському НВК (колишня ЗОШ I—III ступенів) в 2009 р. навчалося 330 учнів. Також у селі діють дитячий садок, будинок культури, історико-краєзнавчий музей, 2 клуби, 3 бібліотеки.

## Архітектурно-історичні пам'ятки
Зіньків багатий на архітектурно-історичні пам'ятки:
- Руїни замку — Зіньківський замок збудований у 1450 р. для захисту від татарських набігів. Початково замок був трикутний, одним боком виходив на р. Ушицю, іншими нависав над глибоким яром. Стіни фортеці були по 85 м в довжину кожна, на кутах стояли 3- та 4-поверхові башти. Загальна площа твердині була близько 0,5 га. На сьогодні із трьох веж залишилась тільки одна, майже вщент зруйнована. До замку прилягали численні підвали та підземні ходи, з яких частина збереглася досі. На території замку в кін. 18 ст. був палац, ймовірно кн. Віртенберського. Замок був знищений російською владою.
- Костел Святої Трійці — збудовано в 1450 році під захистом стін замку. Його неодноразово спустошували та руйнували. Костел було відновлено у 1708 році коштом великого коронного гетьмана Адама Миколая Сєнявського. Відбудований з недотриманням попередньої архітектури. Сьогодні зіньківський костел є одним із важливих осередків католицтва на Хмельниччині.
- Свято-Михайлівська церква — збудована коштом парафіян у 1769 р. Зразок дерев'яної архітектури Поділля. Зведена на кам'яному фундаменті, має три бані. Окремо від храму стоїть дзвіниця, також зроблена з дерева.
- Троїцька церква — кам'яна одноповерхова церква, яка належить до найстаріших храмів Поділля. Збудована в 1621 р. поруч із руїнами кам'яної церкви, зведеної, за переказами, коштом Пйотра (Петра) Одровонжа близько 1460 р.
- Церква Вознесіння Господнього — колись тут стояла церква з 1859, на місці храму-попередника з 1730 р., а сучасну почали зводити вже за незалежної України

## Зіньків в мистецтві
- Виступали козаченьки з міста із Зінькова
- Ой летіли вражі ляхи з коней як солома
- А добре пани-ляхи з козаками бились
- Що лежить їх від Городка за півтреті милі.
- Ей показав Медведенко богатирську славу
- Що потопив панів в Городоцькім ставу
- «Створення любові» (2006)— фільм молдавського режисера Валеріу Жеріге, оператор — Анатолій Іванов, актори Михайло Козаков, Олександр Панкратов-Чорний, Інна Бразговка (Росія), Саша Демидов (Ізраїль), Ігор Слободской, Олена Рожкова, Василь Слюсаревський (Україна) та інші.

## Відомі люди

### Народилися
- Добриловський Юліян — священник УГКЦ, проповідник, поет, перекладач[8]
- Мазур Алла Григорівна — журналістка, ведуча програми «ТСН» каналу 1+1[9].
- Кабачинська Світлана Іллівна — журналістка, Заслужений журналіст України (м. Хмельницький)[10]
- Кабачинський Микола Ілліч — український історик, доктор наук, професор.
- Іван Карнаух (1747—?) — запорозький козак, поет, письменник.
- Іцхак Орпаз (1921—2015) — ізраїльський письменник і перекладач.
- Почапська Оксана Іванівна — українська поетеса, член Національної спілки письменників України, член Національної спілки журналістів України.
- Рибак Іван Васильович — український історик, краєзнавець.

### Пов'язані із Зіньковом
- Кулик Федір Володимирович (помер 12 серпня 2011 — Герой соціалістичної праці.
- Писаренко Павло Трохимович — Герой Радянського Союзу.
- Ковальчук Петро Васильович — нагороджений орденом Леніна.
- Іван (Ян) Лащ — зіньківський староста, підкоморій подільський 1453 року, Бартоломей Бучацький загинув разом ним у битві з татарами[11]

## Цікаві факти
- «Camino Podolico» — це подільський шлях святого Якова, який поєднує міста: Вінниця, Бар та Кам'янець-Подільський, а також шлях включає село Зіньків, як один з етапів маршруту.[12]

## Світлини

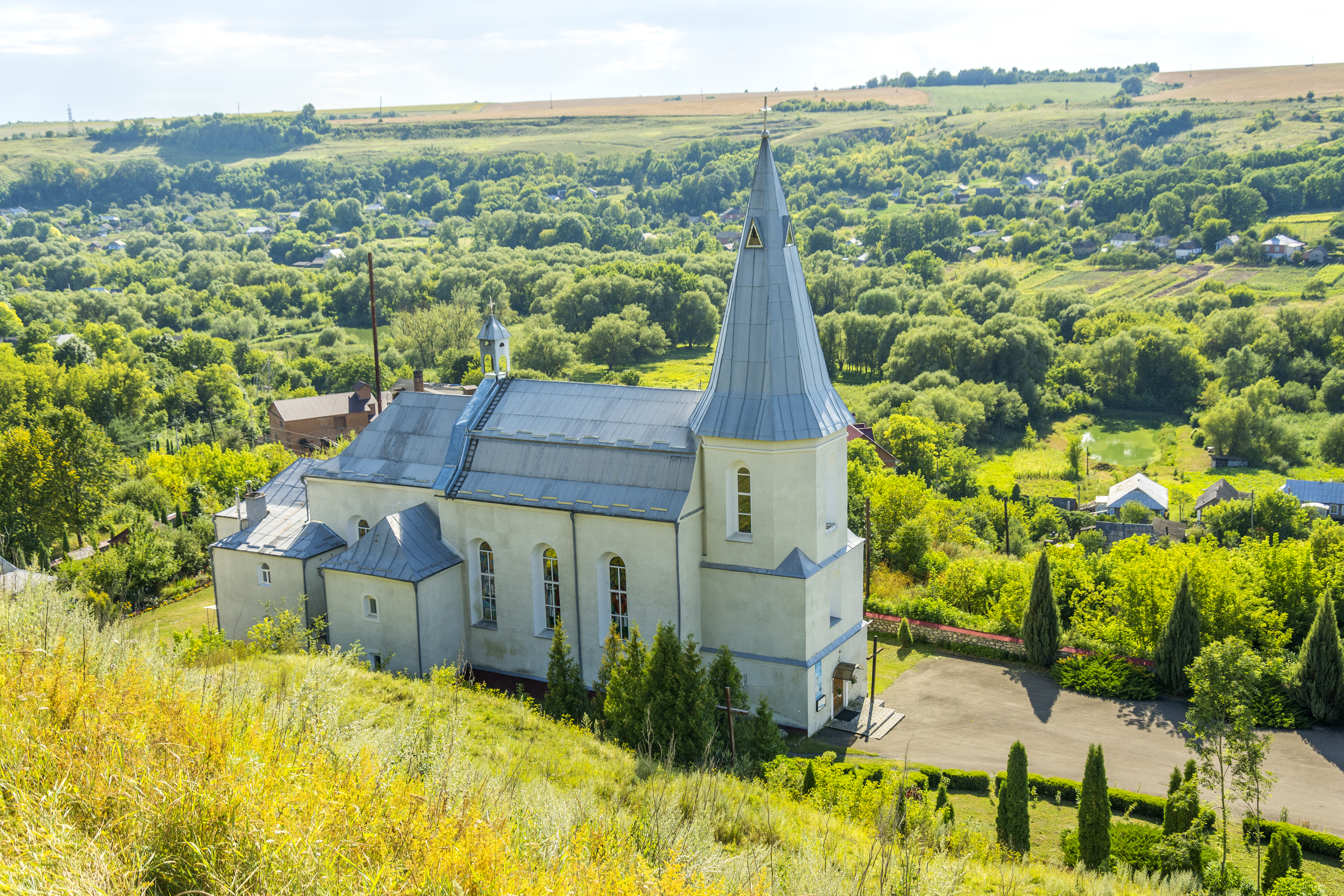
Костел святої Трійці
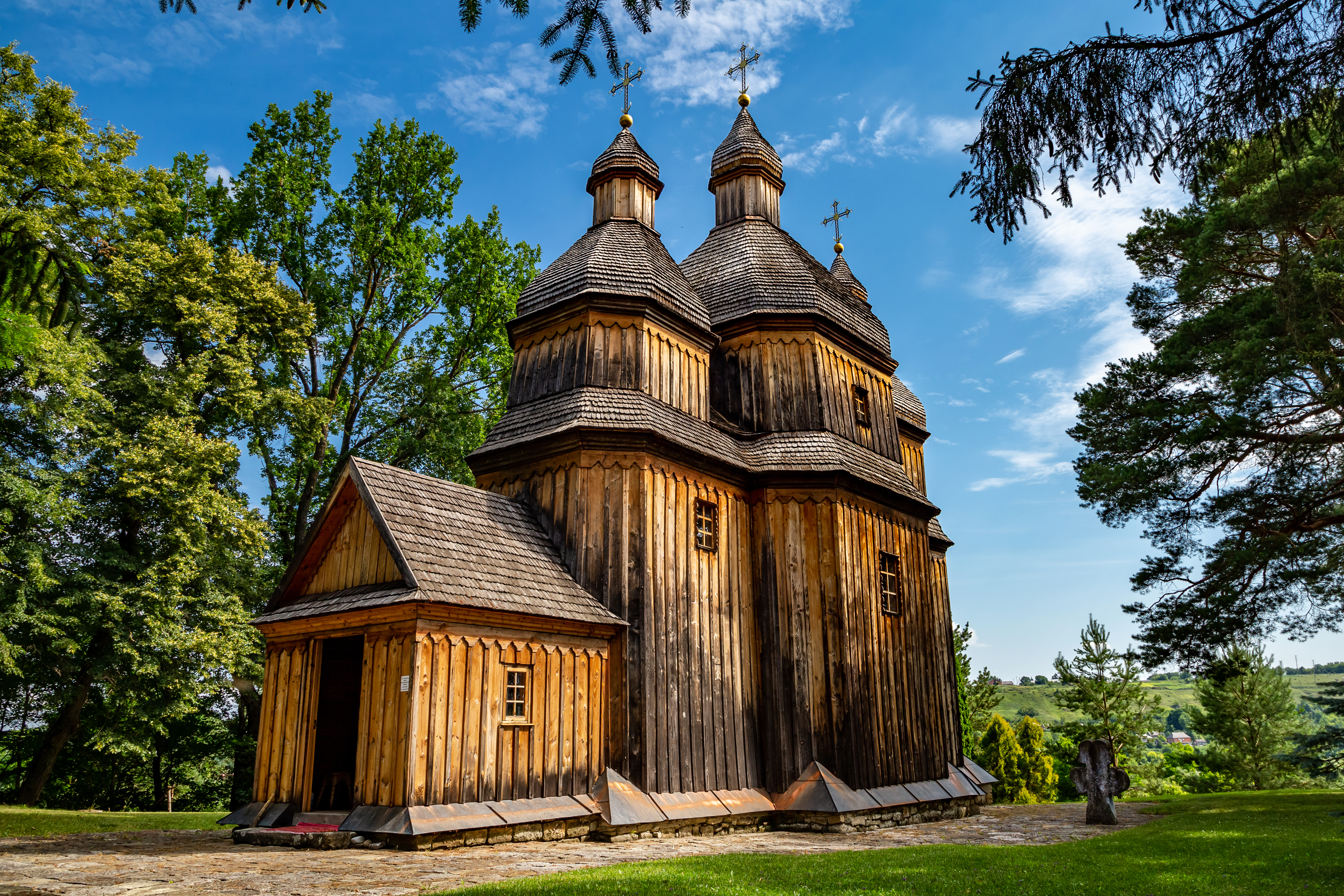
Дерев'яна церква
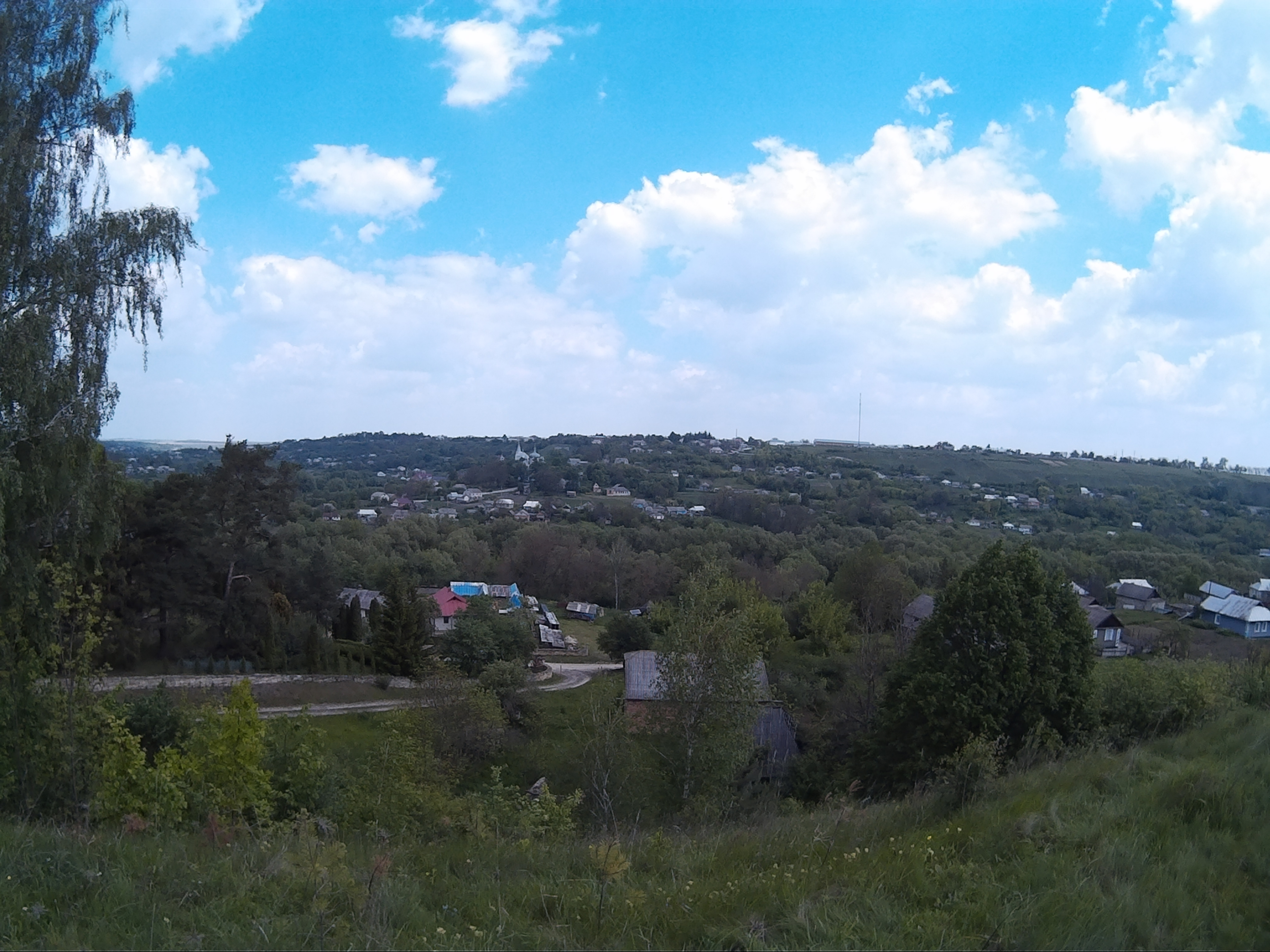
Панорама 2016 р.
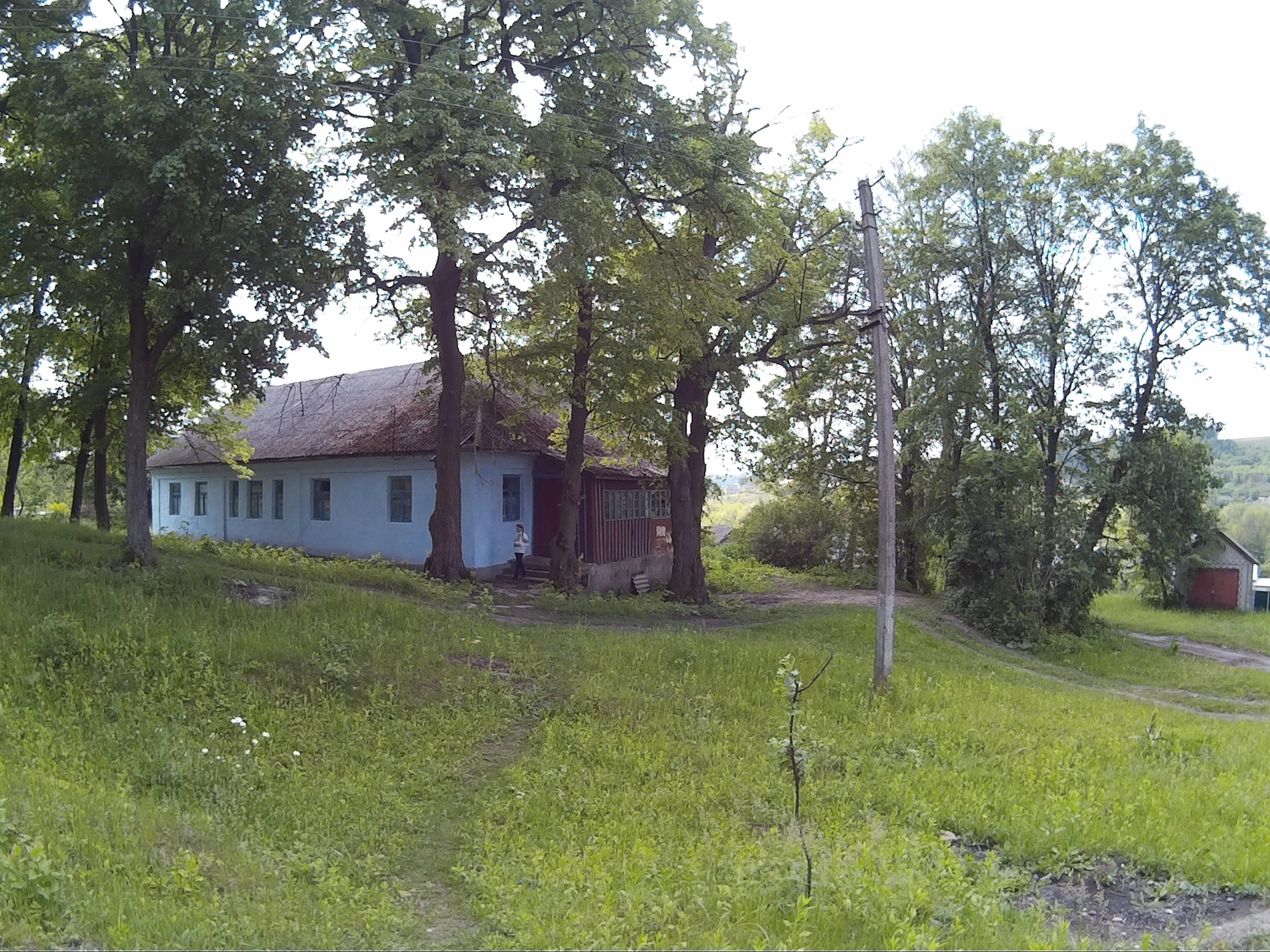
Старий Зіньків
Панський маєток (колишня школа)
Зіньківський НВК
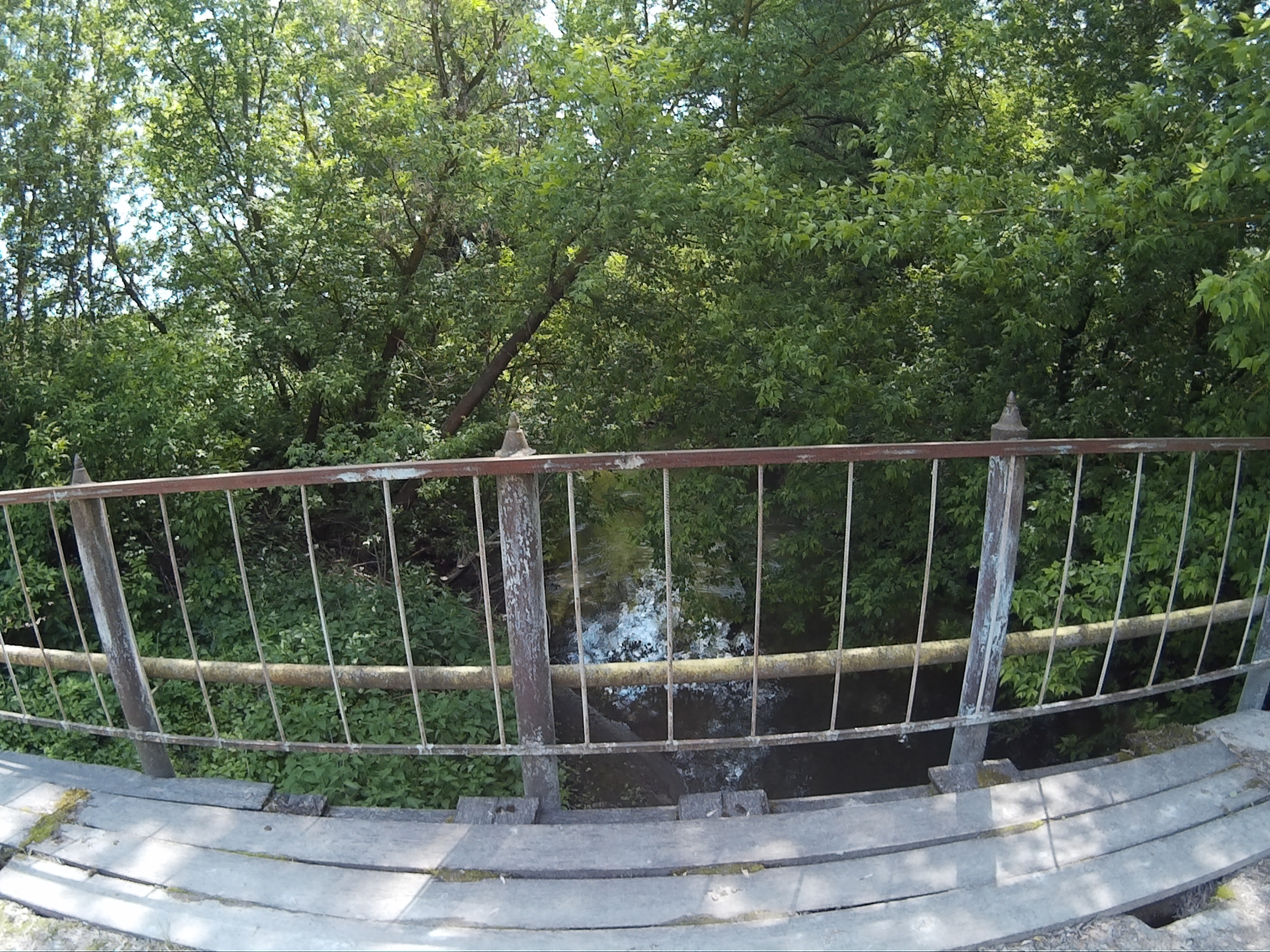
Міст через Ушицю в селі Зіньків